# Schunk
Schunk is een historisch merk van motorfietsen.
De bedrijfsnaam was: Motorradwerke Ernst Schunk, Zella-Mehlis.
Schunk was een Duits bedrijfje dat motorfietsen maakte met een eigen 200 cc kopklepmotor. De concurrentie was in de eerste helft van de jaren twintig echter enorm: Alleen in Duitsland ontstonden honderden kleine motorfietsproducenten. Schunk begon haar productie in 1924 met een eigen motor, terwijl de meeste merken veel goedkopere inbouwmotoren inkochten. Bovendien was de kopklepmotor in die tijd een van de meest ingewikkelde en dure motoren. In 1926 eindigde de productie. 